# Josefs grav
Josefs grav ( hebreiska: קבר יוסף, Qever Yosef, arabiska: قبر يوسف, Qabr Yūsuf ) är ett begravningsmonument som ligger vid den östra ingången till dalen som skiljer bergen Gerisim och Ebal, 300 meter nordväst om Jakobs källa. Monumentet ligger i utkanten av staden Nablus på Västbanken, nära Tell Balata, på platsen som Bibeln kallar Sikem. En biblisk tradition identifierar området i Sikem som viloplats för patriarken Josef (motsvarar Yusuf i Koranen) och hans två söner Efraim och Manasse. Flera platser under åren har betraktats som begravningsplats för Josef.
Josefs grav har vördats genom tiderna av samarier, för vilka det är den andra heligaste platsen, samt av judar, av kristna och av muslimer, av vilka vissa betraktar den även som platsen för en lokal medeltida sheik Yusef Al-Dwaik. Efterbibliska traditioner om placeringen av Josefs grav någonstans kring detta område nedtecknades vid början av 400-talet e.Kr. Den nuvarande strukturen, ett litet rektangulärt rum med en Kenotaf, är från 1868 och saknar spår av forntida byggnadsmaterial. Medan vissa forskare, till exempel Kenneth Kitchen(en) och James K. Hoffmeier(en), bekräftar historiciteten i den bibliska berättelsen om Josef, hävdar andra, som Donald B. Redford(en), att historien "saknar grund i fakta".
Det finns inga arkeologiska bevis som kopplar graven till Josef, och dagens kunskapsläge har ännu inte fastställt huruvida det nuvarande gravminnet ska identifieras med den forntida bibliska gravplatsen. Avsaknaden av judiska eller kristna källor före 500-talet som nämner graven tyder på att det före 400-talet var en samarisk plats. Samariska källor berättar om våldsamma konflikter mellan samarier och kristna som ville få tillgång till platsen eller föra bort Josefs ben.
Efter att Israel erövrade Västbanken 1967 förbjöds muslimer att dyrka i helgedomen och den omvandlades successivt till ett judiskt bönerum. Interreligiös friktion och konflikt mellan konkurrerande judiska och muslimska anspråk på graven blev vanliga.  Även om det föll under den palestinska nationella myndighetens (PNA) jurisdiktion efter undertecknandet av Osloavtalen, fortsatte Israels försvarsmakt att bevaka  att inte muslimer ber där.  I början av Al-Aqsa-intifadan 2000, strax efter att ha överlämnats till PNA, plundrades och raserades det av uppror av palestinier.  Efter återupptagandet av Nablus under Israels Operation Defensive Shield 2002, återvände judiska grupper med jämna mellanrum.  Mellan 2009 och 2010 renoverades strukturen, med en ny kupol installerad, och besök av judiska bedjare har återupptagits.

## Fotnoter
1. ↑  Bruce 1994.
2. ↑  Pummer 1993.
3. ↑  Zangenberg 2006.
4. ↑  Rothman 2015.
5. ↑  Hackett 1863.
6. ↑  Lidman 2016..
7. ↑  Conder 2004 (a).: "venerated by the members of every religious community in Palestine."
8. ↑  Pummer 1993..
9. ↑  Twain 2008.: "Few tombs on earth command the veneration of so many races and men of diverse creeds as that of Joseph. Samaritan and Jew, Moslem and Christian alike, revere it, and honour it with their visits."
10. ↑  . http://www.timesofisrael.com/at-josephs-tomb-a-microcosm-of-the-israeli-palestinian-conflict/.
11. ↑  Pringle 1998..
12. ↑  Schenke 1967.: "der Gebäudekomplex über und um ein Kenotaph herum, der heute als Josephsgrab gilt, ist ganz modern und enthält nicht einmal alte Bauelemente."
13. ↑  Redford 1993..
14. ↑  Freund 2009.: "The problem is that no archaeological evidence specifically makes them historical, so we refer to them as 'relic' sites."
15. ↑  Pummer 1987.: "Whether today’s cenotaph and its site are identical with the ancient one can presently not be decided."
16. ↑  Pummer 1987.
17. ↑  Kohen 2007..
18. ↑  Sivan 2008, s. 114–117.
19. ↑  Hassner 2009..
20. ↑  Hayden 2002..
21. ↑  Dor 2004..
22. ↑  Abu El Haj 2001..
23. ↑  Dumper 2007..
24. ↑  Nahshoni 2010..